# Katherine Maher
Katherine Roberts Maher (Wilton, 18 aprile 1983) è una dirigente d'azienda statunitense. 
Dal 25 marzo 2024 è CEO e presidente dell'emittente radiofonica NPR.
al giugno 2016 fino all'aprile 2021 è stata direttore esecutivo della Wikimedia Foundation, di cui in precedenza era stata responsabile delle comunicazioni. Ha lavorato inoltre a progetti legati all'uso della tecnologia per potenziare i diritti umani e lo sviluppo internazionale.

## Biografia
Maher è cresciuta a Wilton, nel Connecticut dove ha frequentato le scuole superiori In seguito, nel 2003, si è laureata in lingua araba all'Università Americana del Cairo. Di quel periodo dice che fu un'esperienza assai formativa che ha instillato in lei un profondo amore per il Medio Oriente. Ha studiato anche all'Institut français du Proche-Orient (L'IFEAD) in Siria. Nello stesso periodo ha trascorso molto tempo in Libano e in Tunisia.
Nel 2005, dopo aver completato due tirocini (al Council on Foreign Relations e all'Eurasia Group), ha iniziato a lavorare in varie sedi del gruppo bancario HSBC, a Londra, in Germania e in Canada, inserendosi nel loro programma di sviluppo manageriale internazionale. Nel 2007, è tornata a New York, dove ha lavorato presso l'UNICEF dal 2007 al 2010 come responsabile dell'innovazione e della comunicazione. Era uno dei membri fondatori di quello che divenne noto come il team di innovazione, concentrato sull'uso della tecnologia per migliorare la vita delle persone. A tale scopo, Maher ha viaggiato a livello globale e ha lavorato su questioni relative alla salute delle madri, alla prevenzione dell'HIV / AIDS e alla partecipazione dei giovani alla tecnologia. Uno dei suoi primi progetti all'UNICEF riguardava le estensioni MediaWiki relative all'accessibilità in Etiopia. Un altro progetto ha ricevuto il finanziamento del fondo USAid Development 2.0 per lavorare sull'uso dei telefoni cellulari per monitorare la nutrizione nei bambini del Malawi.
Dal 2010 al 2011, Maher ha lavorato presso il "National Democratic Institute" (NDI) come responsabile del programma ICT e ha operato nel campo delle tecnologie per l'informazione e la comunicazione (ICT). Dal 2011 al 2013, ha ricoperto il ruolo di specialista dell'innovazione ICT presso la Banca Mondiale ed è stata consulente in tecnologia per lo sviluppo internazionale e la democratizzazione, in particolare sull'uso della tecnologia per facilitare la società civile e la riforma istituzionale, in particolare in Medio Oriente e Africa. Ha collaborato a una pubblicazione della Banca Mondiale intitolata Information and Communications for Development 2012: Maximizing Mobile. Dal 2013 al 2014, è stata advocacy director presso l'Access Now di Washington, DC, istituzione che si occupa della difesa dei diritti digitali e che è uno dei firmatari della "Declaration of Internet Freedom", la Dichiarazione della libertà di Internet  in particolare si è concentrata sull'impatto delle leggi sulla sicurezza informatica sulle persone.

### Wikimedia Foundation

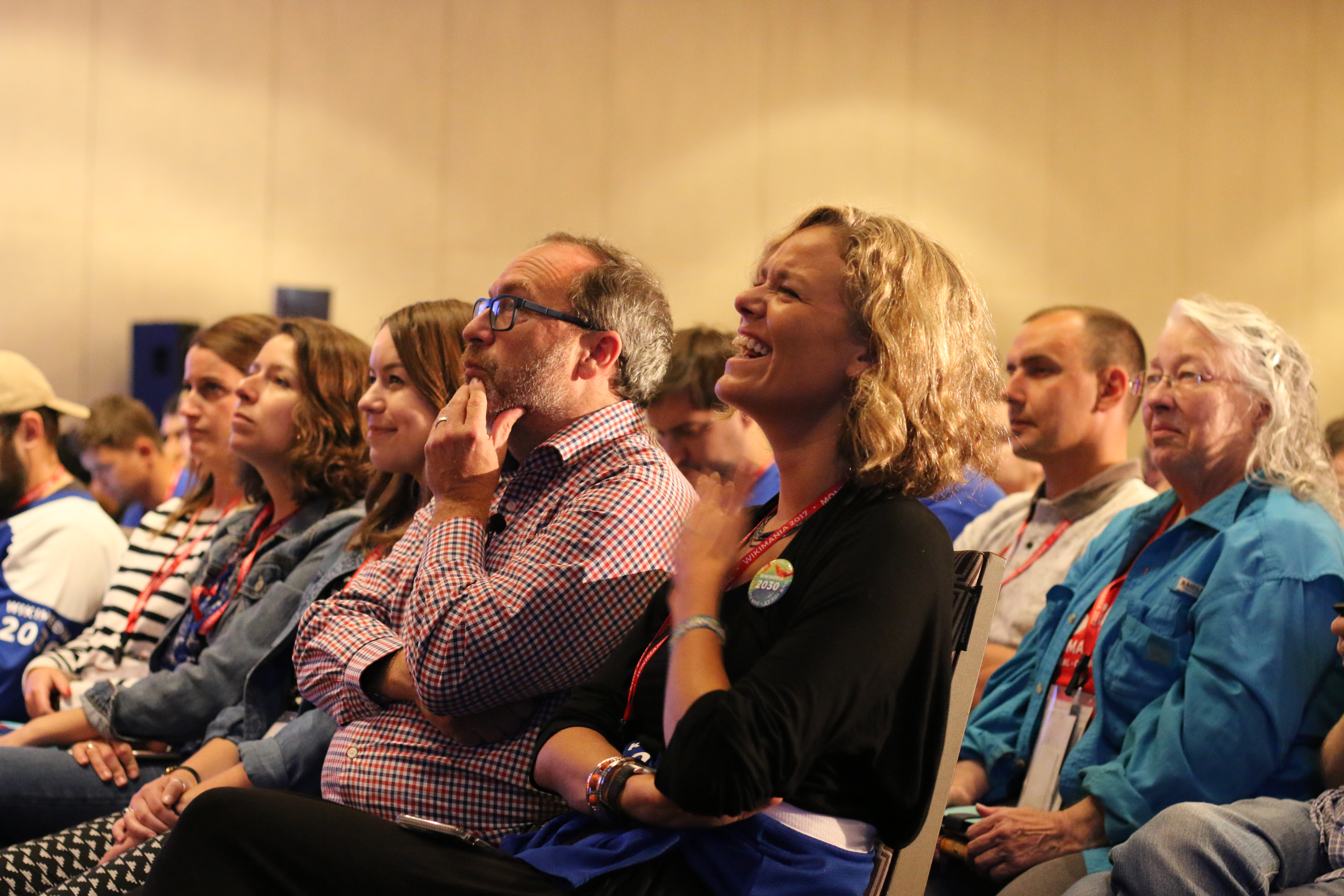
Katherine Maher e Jimmy Wales a Wikimania 2017

Maher è stata capo ufficio comunicazioni da aprile 2014 a marzo 2016 della Wikimedia Foundation a San Francisco. In questo periodo ha rilasciato un'intervista al Washington Post sulle leggi riguardanti il copyright negli USA.
Nel marzo 2016, Maher è diventata direttore esecutivo ad interim di Wikimedia Foundation in seguito alle dimissioni di Lila Tretikov. Maher è stata nominata direttore esecutivo nel giugno 2016. L'annuncio è stato dato da Jimmy Wales durante Wikimania 2016 a Esino Lario.
Durante il suo mandato, Maher ha concentrato la sua attività sulla digitalizzazione globale per ampliare e proteggere i diritti delle persone tramite l'informazione tecnologica.